# 無敵小戰士
《無敵小戰士》（重播時改片名為並沿用至今），是1981年3月1日至1982年2月18日，於東京12チャンネル於毎週日7:30 - 8:00（前5集）、毎週四18:00 - 18:30（第6集起）共播出52集，由龍之子製作的機器人動畫。香港無綫電視曾於1983年，於兒童節目「430穿梭機」中播出，台灣則由華視於1986年（民國75年）9月20日至1987年3月6日期間首播，並於1987年6月12日至10月2日重播。

## 故事
人類住在三次元的世界，就像硬幣有正、反兩面一樣，沒有人知道還有機械次元的存在。然而，在機械次元中，發生了令人難以相信的現象。機械次元受到歪曲、分離之後，有一部分彈射到三次元的世界；而統治這個機械世界的，是無惡不作的巴克達大王。他企圖利用各種機械或動物控制地球，危害人類；如果不能阻止他們的破壞行動，將造成一場浩劫。
黃金戰士就是專門對付巴克達大王，保護地球安全的英勇戰士，所以它希望廣志能夠協助。而這個秘密只有廣志一個人知道，所以常常在老師、同學間鬧出各種笑話。他的努力沒有白費，使得巴克達的陰謀無法得逞，更藉著各種故事，傳達無論是對人類或動物，甚至沒有生命的東西，都必須要有愛心，千萬不可任意破壞，這樣社會才會更加祥和、安樂。

## 主要角色

### 淘氣偵探團（わんぱくレンジャー）
人物名稱基本列記方式為「台灣版（原版）：配音（港譯人名／香港配音）」。
- 保羅（ヒロシ／大海ヒロシ）：井上瑤（香港譯名：小龍／配音：馮錦堂）

功課不怎麼好，卻是個運動健將，富正義感。
- 艾美（エミー／高倉エミー）：島津冴子

- 小華（サム／南条オサム）：三矢雄二

- 蜻蜓（トンボ／極楽ともかず）：間嶋里美

- 猴子（モンキー／木枯紋吉）：鈴木黎子

- 大胖（ビッグ／水木太））：稻葉實
- 小珍（オヒナ）：三田友子（香港譯名：小清／配音：孫明貞）

保羅的妹妹。

### 小戰士軍團（ライタン軍団）
- ：二又一成（香港譯名：黃金俠／配音：黃健強）

為長方形的金色打火機所變形。為小戰士軍團的首領；對小龍而言猶如兄長。平時的大小只有如手掌般，只要通過異次元空間七色彩虹（レインボーロード）後，馬上就會變成一個身高30公尺；体重200噸巨大無比的機械人。必殺技為彩虹手刀（ゴールドクラッシュ）
- 偵查戰士（スコープライタン）：三矢雄二（香港譯名：透鏡戰士／配音：梁曉峰）

- 電子戰士（アイシーライタン）：島津冴子（香港譯名：雷達戰士／配音：張炳強）

- 戰士：三田友子（香港譯名：時光戰士／配音：盧國權）

能令時間停頓。
- 電磁戰士（デンジライタン）：鈴木黎子（香港譯名：電磁戰士／配音：林保全）

- 機械戰士（メカニックライタン）：間嶋里美（香港譯名：機械戰士／配音：馮錦倫）

懂修理其他戰士
- 科學戰士（コンピューライタン）：

### 機械次元
- 巴克達大王（大王）：立壁和也

機械次元的獨裁者。
- 右將軍－紅臉（ウヨッカー）：飯塚昭三（港譯「牛魔王」）

- 左將軍－獨眼（サヨッカー）：郷里大輔（港譯「獨眼龍」）

- 曼軍師（マンナッカー）：幸田奈穂子（港譯「母夜叉」／配音：方煥蘭）

- X機器人（ミスターメカX）：立壁和也

- 旁白：稻葉實

## 主題歌
- 日本
  - 片頭：（作詞、作曲：山本正之，編曲：チト河内，主唱：宮内良）
  - 片尾：（作詞、作曲：山本正之，編曲：チト河内，主唱：TOMO）
- 台灣
  - （作詞、作曲:汪石泉，主唱：王彩欣）
- 香港
  - 片頭：（作曲：山本正之，填詞：鄭國江，主唱：胡渭康）
  - 片尾：《小小朋友仔》（作曲：山本正之，填詞：鄭國江，主唱：胡渭康）

## 劇集列表
- （）內為華視播出時之中文標題。

1. メカ次元の悪魔
2. 怪！ナマズがダムを食う（大顯神威）
3. さよならユキゴン（白金剛再現）
4. 地獄のレジャーランド（恐怖兒童樂園）
5. 熱光クリスタマン（一盒鏡片）
6. 密告者はだれだ？（告密）
7. 魔の暴走ロボット（父與子）
8. 地下鉄ムカデ作戦（駕駛的責任）
9. メカコスモスの街（花魔神）
10. トンボのＵＦＯ （蜻蜓的夢想）
11. 爆弾メカ白鳥（白天鵝）
12. 世忘れ村の怪人（恐怖村）
13. オヒナ危機一髪（小珍遇險）
14. 反乱メカ地獄（機械地獄）
15. 大空のメカ魔竜（空中魔龍）
16. 悪魔のミニスパイ（迷你戰士）
17. さらばイルカの日（拯救海豚）
18. ガリベンダー大作戦（書呆子）
19. オヒナはサーカススター（小珍的明星夢）
20. 恋のニュートンダー
21. メカ忍法影分身
22. 生きている人形
23. 美術泥棒はメカソ
24. 勢揃い６人ライタン（六家將）
25. ネッシーあばれ旅（尼斯怪獸）
26. 大嵐だいふうじん（同心協力）
27. ドラキュラパニック
28. 謎のジャングルジム（叢林遊樂器）
29. 恐怖の美人コンテスト（恐怖選美會）
30. イバルダ宮殿の謎
31. びっくりネズモグラ（鼠王獸）
32. 雪女コーランカ
33. 愛のトラブル作戦
34. 魔人岬の人魚姫（人魚公主）
35. パズル博士の罠（派茲博士）
36. わんぱく探偵参上（小青鳥）
37. ライタン軍団の弱点
38. 大平原の動物たち
39. メカ次元一直線
40. 謎の海底宮殿
41. 大魔神の涙
42. 魔界軍団の恐怖
43. メカ次元最大の危機
44. 火山島の漂流者
45. 幻のヤマテラス国
46. マグマ巨人の決闘
47. 恋のアブラダ大勝利
48. 標的マンナッカー
49. メカ宮殿の反乱
50. ミスターメカＸの挑戦
51. メカ宮殿最後の日
52. さらばライタン軍団

## 工作人員
- 製作：吉田健二
- 企画：九里一平、柳川茂
- 原作：企画室
- 劇本統籌、文芸担当：酒井昭義
- 人物設定：九里一平
- 作画監修：宮本貞雄
- 美術担当：中村光毅、岡田和夫
- 片頭作畫：須田正己
- 音樂：神保正明、山本正之
- 總監督：真下耕一
- 製片：宮田知行
- 編劇：首藤剛志、桜井正明、筒井、四十物光男、西久保瑞穂 等
- 演出：西久保瑞穗、澤井幸次、石山貴明、時田廣子、丸輪零（押井守）、山崎和男 等
- 機械設定：村上克司、河森正治（スタジオぬえ）
- 作画監督：木村圭市郎、中村孝 等
- 動画作監：森山雄治 等
- 美術設定：岡田和夫、中村光毅、池田裕二、野々宮恒久、新井寅雄、多田喜久子
- 其他機械設定：
- 剪輯：村上豊、山谷善彦、谷川幸男、三木幸子、田代正美
- 錄音監督：藤山房延
- 制作：

## 註解
1. ↑  無論當時的節目宣傳海報與主題歌單曲唱片、以及現今發行的DVD-BOX與原聲帶和相關商品，標題中都加上了「黄金戦士〜」，可說已成為正式片名了。
2. 台灣華視在播映初期又有將譯為『無敵戰士』。

## 外部連結
- 台灣電視資料庫[永久]
- 華視《無敵小戰士》片頭 （页面存档备份，存于）
- 香港無綫《黃金戰士》片頭 （页面存档备份，存于）